# Jan Harus
Jan Harus (12. července 1892 Polnička – 15. září 1967 Praha) byl československý politik, ministr a meziválečný i poválečný poslanec Národního shromáždění za Komunistickou stranu Československa. Rovněž brigádní generál v záloze.

## Biografie
Narodil se v rodině domácího tkalce. V mládí se vyučil sklářem. V roce 1913 narukoval do rakousko-uherské armády. Po vypuknutí první světové války nastoupil službu u dělostřelectva. Během války byl dvakrát raněn a třikrát vyznamenán. V rakouské armádě dosáhl hodnosti desátníka. V roce 1917 z armády dezertoval a padl do italského zajetí. Do čs. legií v Itálii nevstoupil. Po konci války vstoupil až do čs. domobrany a byl povýšen na četaře.
Podle údajů k roku 1925 byl sklářským dělníkem, bytem na Zlíchově.
V parlamentních volbách v roce 1925 získal mandát v Národním shromáždění. V rámci strany patřil v meziválečném období k dogmatickému křídlu. Ve 30. letech odešel do SSSR, kde po mnoho měsíců živořil, když nemohl sehnat práci.
Po osvobození byl v letech 1945–1946 poslancem Prozatímního Národního shromáždění a v letech 1946–1948 Ústavodárného Národního shromáždění. V letech 1948–1967 zasedal v Národním shromáždění (po roce 1960 Národní shromáždění Československé socialistické republiky). Zasedal i ve vládě Antonína Zápotockého a v první vládě Viliama Širokého, v nichž byl v letech 1952–1953 ministrem státní kontroly.
Zastával rovněž vysoké stranické funkce. Členem prozatímního Ústředního výboru Komunistické strany Československa byl zvolen již 8. dubna 1945. Ve funkci ho pak potvrdil VIII. sjezd KSČ, IX. sjezd KSČ, X. sjezd KSČ, XI. sjezd KSČ, XII. sjezd KSČ a XIII. sjezd KSČ. V období od ledna 1952 do června 1954 byl i členem předsednictva ÚV KSČ. Od prosince 1951 do prosince 1962 byl předsedou Komise stranické kontroly. Roku 1955 získal Řád republiky, roku 1961 Řád Klementa Gottwalda. Zemřel po dlouhé nemoci v září 1967.